# Fjellet
Fjellet è un film del 2011 diretto da Ole Giæver. 
Pellicola drammatica a tematica LGBT prodotta dalla Norvegia, nei paesi anglosassoni è stata intitolata The Mountain.

## Trama
(Nora)
Solveig e Nora sono una coppia di due donne che, dopo tanto tempo, decidono di scalare una montagna come erano di solito fare. La coppia è in crisi e la loro crisi è dovuta alla morte del figlio, morto proprio in quella zona per via di una disattenzione di Nora. Le due, tra litigi e incomprensioni, riescono ad arrivare in cima alla montagna, ma qui avviene una nuova discussione, che le fa separare. Solveig e Nora si ritrovano poi al sorgere dell'alba, pronte a ricominciare daccapo, insieme al bambino che Solveig porta in grembo.